# Bannykus wulatensis
Bannykus wulatensis — вид ящеротазових динозаврів з клади Alvarezsauria, що існував у ранній крейді (126—113 млн років тому).

## Історія відкриття
Частковий скелет з черепом дрібного динозавра знайдений у 2009 році у відкладеннях формації Баїн-Гобі у провінції Внутрішня Монголія на півночі Китаю. Нові вид та рід описані у 2018 році міжнародною командою дослідників під керівництвом Сю Сіня. Родова назва Bannykus складається з двох слів — китайського бан («половина» — вказує на проміжне положення між двома групами динозаврів) та грецького никус (кіготь). Видова назва B. wulatensis вказує на округ Вулате, де знаходиться типове місцезнаходження.

## Опис
Динозавр сягав 2,5 м завдовжки. Важив приблизно 24 кг. Задні кінцівки були пристосовані до швидкого бігу. Харчувався, швидше за все, всілякою дрібною живністю і падаллю.

## Філогенія
Разом з Bannykus описано іншого альваресзавра Xiyunykus. Черепи цих двох видів динозаврів, що існували одночасно, свідчать про те, що вони були перехідними формами від хижих динозаврів з традиційною для цих тварин формою черепа до альваресзаврів з їхніми пташиними дзьобами, пристосованими до поїдання невеликих безхребетних. Розміри Xiyunykus та Bannykus вказує на те, що еволюція цієї групи тварин йшла шляхом поступового зменшення розмірів. Також підтверджено теорію про те, що саме Haplocheirus був предком усіх альваресзаврид, і що розповсюджуватися ця група тварин почала саме зі Східної Азії.